# Monstera spruceana
Monstera spruceana (Schott) Engl. – gatunek wieloletnich, wiecznie zielonych pnączy z rodziny obrazkowatych, pochodzący z obszaru od Kostaryki do Gujany Francuskiej, Peru i północnej Brazylii, zasiedlający lasy deszczowe strefy równikowej.